# دی جی گروتی
دی. جی. گروتی (به انگلیسی: D. J. Grothe) (متولد ۲۵ ژوئن ۱۹۷۳ در سنت لوئیس، میزوری) یک نویسنده و سخنران عمومی آمریکایی در حوزه مسائل مرتبط با علم، اندیشه انتقادی، سکولاریسم، دین و فراهنجار است. او در حال حاضر رئیس بنیاد آموزشی جیمز رندی است.
دی جی، تا قبل از سال ۲۰۰۹، معاون رئیس و مدیر برنامه‌های توسعه در مرکز جستار بود؛ «اتاق فکری جهت پیشبرد علم، خرد و ارزش‌های اسکولار در امور عمومی و مردمی». او همچنین سردبیر مشارکت‌کننده در مجله محقق شکاک است، و در سراسر آمریکای شمالی در کالج‌ها و دانشگاه‌ها سخنرانی می‌کند. گروتی ویراستار زیبایی علم بوده‌است، که کتابی دربارهٔ جهان‌بینی و زندگی‌نامه هربرت هاپتمن برنده جایزه نوبل است.
او مجری سابق برنامه محبوب رادیویی و پادکست پوینت آف اینکوئری بوده‌است، که در آن به مصاحبه صوتی با متفکران برجسته در زمینه علوم، شک‌گرایی و انسان‌گرایی می‌پرداخت. وی هم‌اکنون مصاحبه‌ها را در پادکست مشابهی به نام به دلیل خوب ادامه می‌دهد.
وی سابقاً دارای عقاید مذهبی بوده‌است. او یک شعبده‌باز به صورت حرفه‌ای و سرگرم‌کننده فکرخوانی نیز هست، ولی به ماورالطبیعه باور ندارد. او به چالش و رو کردن دست مدعیان قدرت ماورای طبیعه می‌پردازد.